# Chess.com
Chess.com je internetski šahovski poslužitelj, internetski forum i društvena mreža. Također je imenom kompanije koja vodi tu internetsku stranicu. Najposjećenija je šahovska stranica prema mjerenjima Alexa Interneta.
Chess.com udomljuje desetke nagradnih turnira svake godine, u koje spadaju Titled Tuesdays, Profesionalna online liga brzopoteznog šaha, prvenstvo u brzopoteznom šahu, Arena Kings, i prvenstvo u crazyhouse šahu. Chess.com također udomljuje dvoboje među računalima.